# Bernard I Van Riesen Burgh
Bernard Van Riesen Burgh ou Bernard I Van Riesen Burgh est un ébéniste d'origine hollandaise (1670-1738). Le chiffre I est souvent rajouté pour le distinguer de son fils Bernard II Van Riesen Burgh (1700-1760), lui-même maître ébéniste et de son petit-fils Bernard III Van Riesen Burgh, tous trois signant leur meubles de l'estampille BVRB.

## Production
Sa production était de très grande qualité :
- Commode du Président de Machault, classée au patrimoine de France : commode de forme galbée par le bas en marqueterie de cuivre sur fond d'écaille brune, ouvrant à quatre tiroirs et reposant sur des pieds en console.